# Lecteria brevitibia
Lecteria brevitibia är en tvåvingeart som först beskrevs av Alexander 1920.  Lecteria brevitibia ingår i släktet Lecteria och familjen småharkrankar. Inga underarter finns listade i Catalogue of Life.